# اینشورتک
اینشورتک بخشی را تعریف می‌کند که شرکت‌های بیمه، شرکت‌های فناوری و استارتاپ‌ها را گرد هم می‌آورد و از فناوری‌های جدید مانند هوش مصنوعی، تجزیه و تحلیل داده، بلاکچین، داده‌های بزرگ، رایانش ابری و غیره برای ایجاد اشکال جدید بیمه در در این بخش استفاده می‌کنند و محصولات و خدمات را به مشتری نهایی ارائه دهید. این کلمه از مفهوم که از کلمه فینتک الهام گرفته است.  شرکت‌های فین‌تک شامل استارتاپ‌ها و شرکت‌های فناوری و مالی معتبر هستند که هدف آن‌ها بهبود، تکمیل یا جایگزینی خدمات مالی سنتی است. 

## نقش
اینشورتک به استفاده از نوآوری و فناوری طراحی شده جدید برای کاهش ریسک و کارایی در صنعت بیمه اشاره دارد. اینشورتک ترکیبی از کلمات «بیمه» و «فناوری» است که از اصطلاح فین تک گرفته شده‌است. اعتقاد شرکت‌های بیمه و سرمایه‌گذاری توسط سرمایه گذاران خطرپذیر در جهان این است که صنعت بیمه برای نوآوری و ایجاد آن به بلوغ رسیده‌است. اینشورتک در حال بررسی راه‌هایی مانند ارائه بیمه نامه‌های فوق‌العاده سفارشی شده، بیمه‌های اجتماعی و استفاده از داده‌های جدید از سنسورها و دستگاه‌های مجهز به اینترنت برای ارزیابی ریسک و قیمت گذاری بیمه ای است.
نقش اینشورتک در این صنعت به شدت حیاتی است، زیرا با به‌کارگیری فناوری‌های نوین، امکان ارائه خدمات سریع‌تر و با کیفیت بالاتر را فراهم می‌کند. این شرکت‌ها می‌توانند با تحلیل دقیق داده‌ها، نیازهای مشتریان را بهتر درک کرده و محصولات و خدمات بیمه‌ای متناسب‌تری ارائه دهند. همچنین، اینشورتک می‌تواند فرآیندهای اداری را ساده‌سازی کرده و هزینه‌های مربوط به مدیریت بیمه را کاهش دهد. در نتیجه، اینشورتک نه تنها به بهبود تجربه مشتریان کمک می‌کند، بلکه به رشد و پایداری صنعت بیمه نیز می‌افزاید.

## تأثیر
یکی از مهمترین نقش‌های اینشورتک‌ها در صنعت بیمه اضافه کردن نقش هوش مصنوعی در صنعت بیمه و بالا بردن بهره‌وری صنعت بیمه به کمک تکنولوژی‌های هوش مصنوعی در صنعت بیمه است که تا سال ۲۰۳۰ موجب دگرگونی و انقلاب در این صنعت خواهد شد و صنعت بیمه از نقش فعلی به نقش پیش‌بینی ریسک و ایجاد ارز افزوده تبدیل خواهد شد.
نقش کارگزاران، مصرف‌کنندگان، واسطه‌های مالی، بیمه‌ها و تأمین کنندگان در استفاده از فناوری‌های پیشرفته برای افزایش تصمیم‌گیری و بهره‌وری، کاهش هزینه‌ها و بهینه‌سازی تجربه مشتری، به سرعت تغییر خواهد گرفت.

## استارتاپ‌های ایرانی در حوزه اینشورتک
برخی از استارتاپ‌های ایرانی فعال در حوزه اینشورتک عبارت‌اند از:
- بیمه بازار
- ازکی
- بیمه دات کام
- بیدبرگ
- پاد

## استارتاپ‌های خارجی برجسته در حوزه اینشورتک
برخی از استارتاپ‌های خارجی برجسته در حوزه اینشورتک عبارت‌اند:
- YuLife
- Ki Insurance
- Steady Technologies
- Many Pets
- Oscar Health
- Next Insurance

1. ↑  «Spanish Fintechنسخه آرشیو شده» (octubre de 2016). Archivado desde el original, el ۲۷ اكتبر ۲۰۱۶. Consultado el ۱۶ آوریل ۲۰۲۱.
2. ↑  Lin, Tom C. W. (2016-01-05). "Infinite Financial Intermediation" (به انگلیسی). Rochester, NY. {{cite journal}}: Cite journal requires |journal= (help)
3. ↑  مهسا یعقوبی. «اینشورتک چیست و چه مزایایی دارد؟». بیمه.
4. ↑  Van Loo, Rory (2018-02-01). "Making Innovation More Competitive: The Case of Fintech". UCLA Law Review. 65 (1): 232.
5. ↑  «استارتاپ‌های اینشورتک ایرانی و خارجی». شنبه‌مگ. دریافت‌شده در ۷ ژوئن ۲۰۲۵.
6. ↑  «برترین استارتاپ‌های اینشورتک در ایران». IranEIT. دریافت‌شده در ۷ ژوئن ۲۰۲۵.
7. ↑  «استارتاپ‌های اینشورتک ایرانی و خارجی». شنبه‌مگ. دریافت‌شده در ۷ ژوئن ۲۰۲۵.